# باشگاه بسکتبال بیلبائو
باشگاه بسکتبال بیلبائو (اسپانیایی: Bilbao Basket‎) یک باشگاه بسکتبال در شهر بیلبائو، اسپانیا است. این باشگاه که در سال ۲۰۰۰ تأسیس شده در لیگ آ س ب بازی می‌کند.